# اقتصاد سيشل
اقتصاد سيشل يقوم على صيد الأسماك، والسياحة، وتجهيز جوز الهند والفانيليا، وجوز الهند (ألياف جوز الهند)، وبناء القوارب، والطباعة، والأثاث والمشروبات. وتشمل المنتجات الزراعية القرفة، البطاطا الحلوة، البفرة (التابيوكا)، الموز ، الدواجن، والتونة.

## التاريخ الاقتصادي

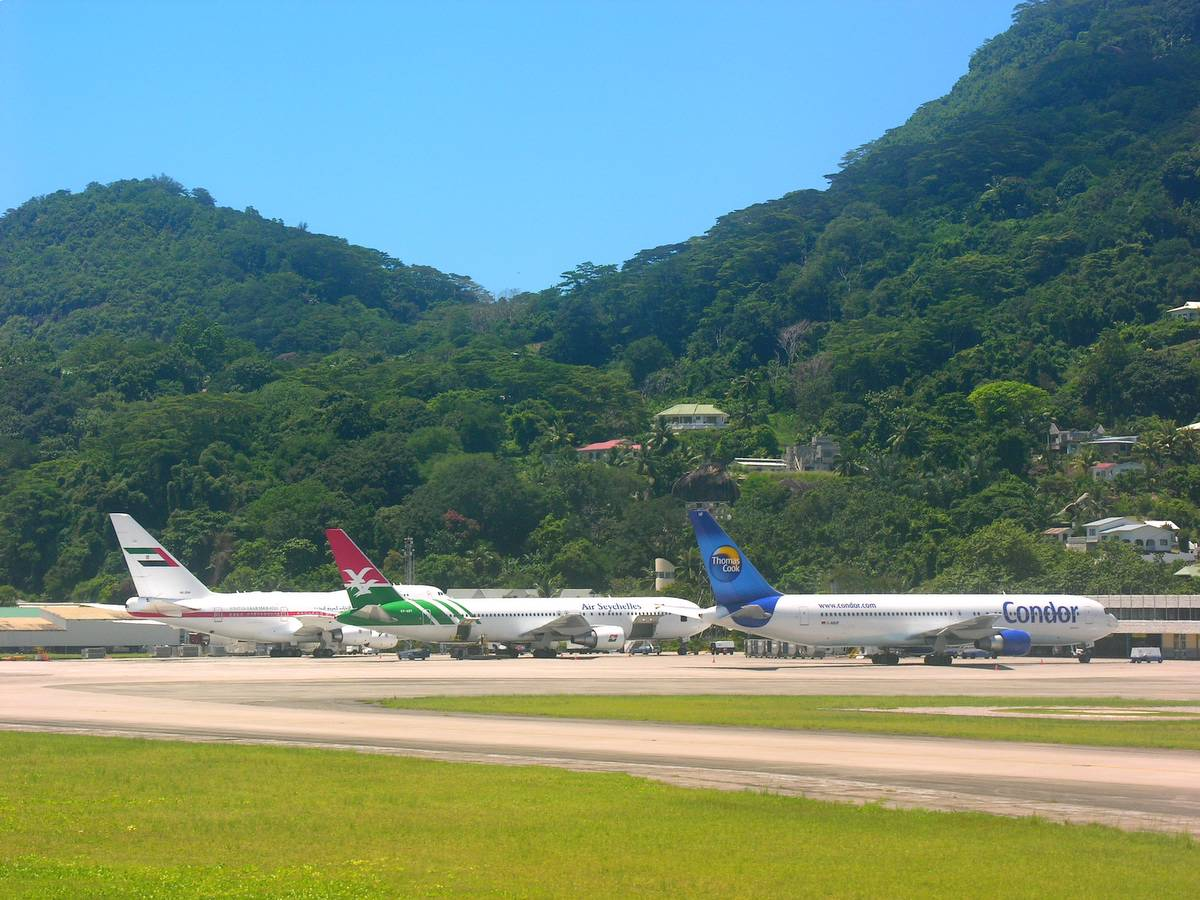
تطور الاقتصاد السيشلي: من الزراعة إلى السياحة والطيران

استقر الفرنسيون في سيشيل في عام 1770، وأنشأوا مزارع تعتمد بشكل كبير على العمل بالسخرة لإنتاج القطن والسكر والأرز والذرة. وسيطر البريطانيون على سيشيل خلال الحروب النابليونية ولكن دون إزاحة الطبقة العليا الفرنسية. وبعد أن حظر البريطانيون العبودية في عام 1835، أجبرت بريطانيا العبيد المحررين على العمل في المزارع بدون أجر.

### ظهور السياحة
كانت الزراعة هي القطاع الرئيسية في سيشيل حتى عام 1971، عندما اُفتتح المطار الدولي. ومنذ الاستقلال في عام 1976، زاد نصيب الفرد إلى ما يقرب من سبعة أضعاف مستواه القديم. أصبحت السياحة أهم قطاع اقتصادي في البلاد، حيث توظف حوالي 30٪ من القوة العاملة وتوفر أكثر من 70٪ من عائدات العملة الصعبة. في السنوات الأخيرة، شجعت الحكومة الاستثمار الأجنبي من أجل تطوير الفنادق والخدمات الأخرى.
في نفس الوقت، تحركت الحكومة للحد من الاعتماد على السياحة من خلال تنمية الزراعة، الصيد. وبعد ضعف قطاع السياحة في 1991-1992 بسبب حرب الخليج (إلى حد كبير). وعلى الرغم من انتعاش السياحة، ادركت الحكومة الحاجة المستمرة لتطوير القطاع في مواجهة المنافسة الدولية الشديدة.
على الرغم من محاولة تحسين قاعدتها الزراعية تستورد سيشيل 90٪ من المواد الغذائية.  وفي محاولة لزيادة الاكتفاء الذاتي الزراعي، اتخذت سيشيل خطوات لجعل القطاع أكثر إنتاجية وتوفير حوافز للمزارعين. خصخصت الحكومة الكثير من ممتلكاتها في القطاع الزراعي. وفي تقرير مؤشر مدركات الفساد الصادر عن منظمة الشفافية الدولية في يناير 2020 كانت سيشيل الدولة الأقل فسادًا في أفريقيا.

## النمو الاقتصاي
تباطئ النمو في 1998-2001، بسبب تباطؤ قطاعي السياحة والصيد. ولكن الاقتصاد انتعش مرة أخرى في عام 2007، حيث نمى بنسبة 5.3 ٪ ويرجع ذلك جزئيًا إلى أرقام السياحة القياسية وازدهار البناء والصناعات الخارجية. وفي أكتوبر 2008، عندما بدأت عائدات السياحة وصيد الأسماك في التباطؤ  تخلفت سيشل عن سداد ديون بقيمة 230 مليون دولار. فوافق البنك الدولي على إعطاء سيشل 26 مليون دولار ولكن مع بعض الشروط ؛ فقامت الدولة بتسريح 1800 موظف حكومي، وتعويم عملتها، ورفع القيود المفروضة على الصرف الأجنبي، وبيع أصول الدولة. وفي ذلك الوقت، كان الدين الخارجي الخارجي للبلاد البالغ 800 مليون دولار يعادل 175٪ من الناتج المحلي الإجمالي.
وعندما عومت الروبية السيشلية في 3 نوفمبر 2008، تراجعت قيمتها بسرعة كبيرة، حيث انخفضت من 8=دولار أمريكي إلى 16، مما أدى إلى مضاعفة أسعار الواردات. وضرب الركود العالمي والقرصنة في المحيط الهندي في عام 2009 الاقتصاد بشدة. ومع ذلك، تجاوزت الحكومة أهدافها المالية، مع فائض قدره 13.4٪ من الناتج المحلي الإجمالي في الأشهر التسعة الأولى من عام 2009 وفقًا لصندوق النقد الدولي.
في مايو 2010 زارت بعثة من صندوق النقد الدولي سيشيل. في عام 2017، انضمت سيشيل إلى منظمة التجارة العالمية، بمساعدة الخبيرة الاقتصادية هيلدا الهنائي.